# Kaple svatého Jiljí (Rejšice)
Hřbitovní Kaple svatého Jiljí v Rejšicích byla původně panským farním kostelem ze 2. třetiny 14. století, ze kterého se po demolici lodi zachoval pouze presbytář, tvořící pak celou kapli. Od roku 1967 je kaple chráněna jako kulturní památka.

## Architektura

### Exteriér
Původní kostel vyhořel v roce 1730. Po roce 1730 bylo torzo lodi a věže (o jejíž existenci jsou spekulace) strženy. V roce 1738 bylo torzo kostela uzavřeno na západní straně zaoblenou průčelní přístavbou, která byla půdorysem přibližně symetrická ke starému závěru a ve které se nachází kruchta. Tato „nová“ kaple byla zevně sjednocena barokní omítkou, která je členěná mělkými lizénami a završena stanovou střechou s kovaným křížem. Ve funkci farního kostela nahradil tuto stavbu kostel sv. Jana Nepomuckého.

### Interiér
Presbytář byl sklenut žebrovým křížem a kápěmi. Nemá konzole. Na jižní straně se nachází výklenek sanktuáře. Uvnitř má kaple obraz sv. Jiljí na hlavním oltáři pocházející od J. Kurtze z Jičína, namalovaný před rokem 1754. Ve 2. dekádě 21. století je prakticky bez dalšího vnitřního zařízení.

## Galerie

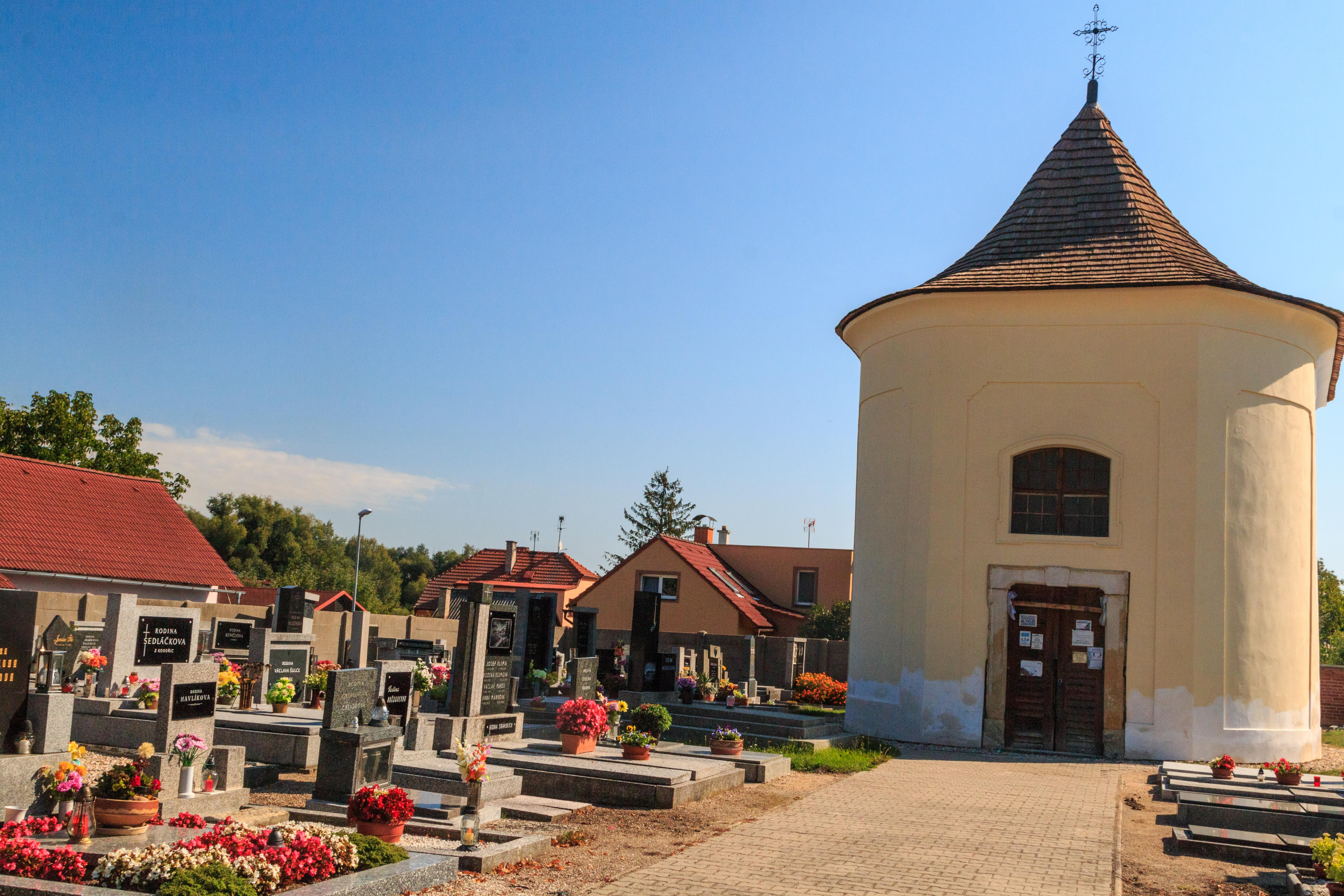
Kaple svatého Jiljí (Rejšice)
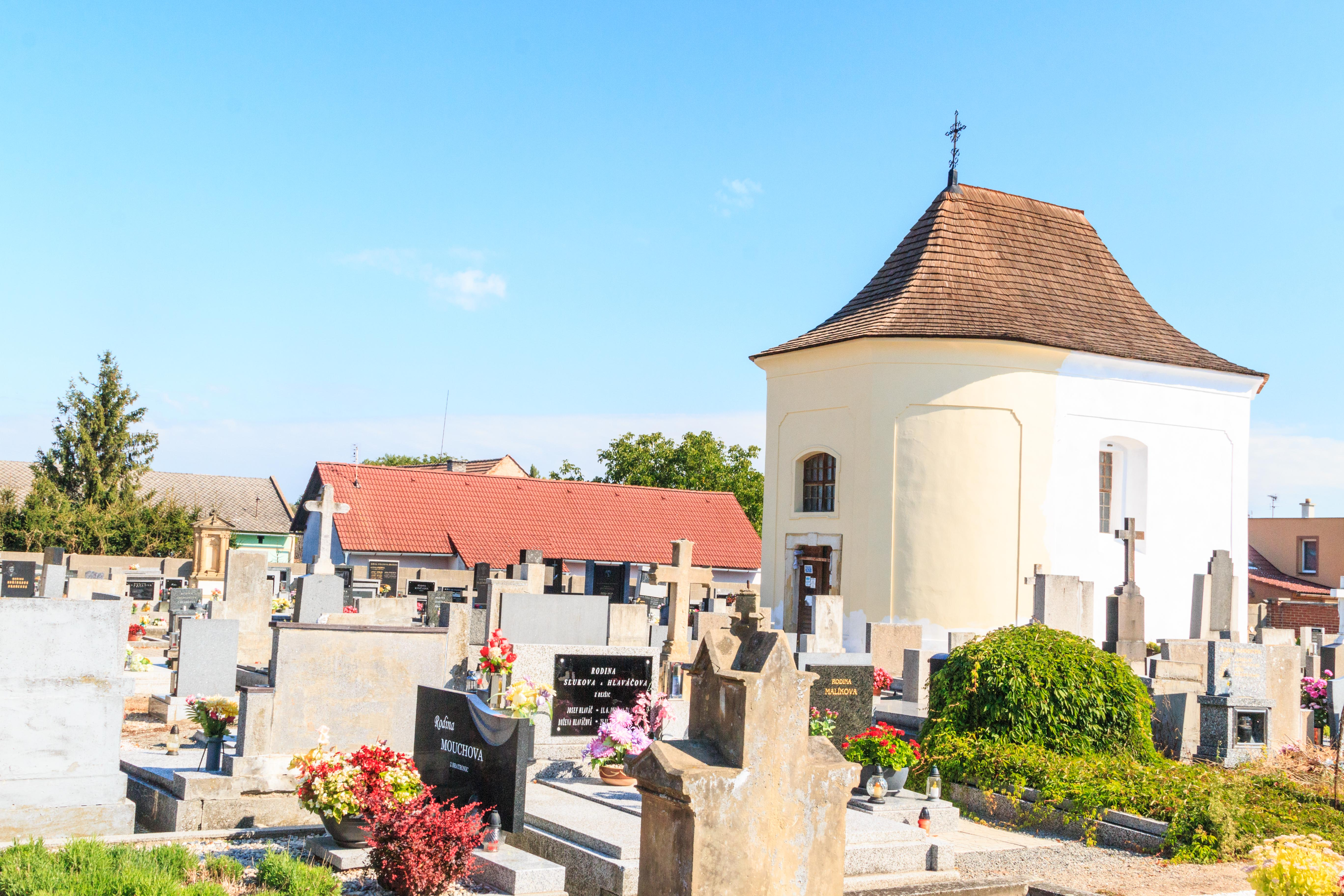
Kaple svatého Jiljí (Rejšice)